# 阿富汗狐
阿富汗狐（学名：Vulpes cana）是一種生活在中東的狐狸。为濒危野生动植物种国际贸易公约附录II所列的保护动物。

## 分佈及棲息地
阿富汗狐棲息在阿富汗、埃及、突厥斯坦、伊朗東北部、巴基斯坦西南部、巴勒斯坦及以色列的半乾旱地區、乾草原及山區。牠們也可能分佈在阿拉伯地區，如阿曼、也門、約旦及沙烏地阿拉伯西部。

## 外表
阿富汗狐的耳朵很大，可以用來散熱。牠們沒有墊來保護腳掌。牠們的尾巴差不多相等於體長，尾巴長30厘米，體長43厘米。牠們肩高30厘米，重約1.5-3公斤。牠們的毛呈黃褐色，腹部白色，尾巴尖端黑色。

## 食性
阿富汗狐是雜食性的，比較喜歡吃果實，如葡萄、甜瓜及蝦夷蔥。另外，牠們亦會吃昆蟲。

## 繁殖
阿富汗狐大約會在12月至1月間繁殖。妊娠期為50-60日，每胎約產1-3隻幼狐。幼狐60日大後就會斷奶，8-12個月大就達至性成熟。牠們的壽命約有4-5歲，但亦曾有達10歲的。

## 外部連結
- ARKive - 阿富汗狐的相片及映片
- Lioncrusher's Domain
- IUCN/SSC Canid Specialist Group